# Stergar
Stergar je priimek več znanih Slovencev:
- Aleksander Stergar/Sterger, zdravnik stomatolog, šolnik v Mb
- Anton Stergar (1879–1954), duhovnik, teološki pisec
- Avgust Stergar/Sterger (1844–?), zdravnik
- Eva Stergar, psihologinja (socialna - droge)
- Ina Stergar, grafična oblikovalka, ustvarja v izvirni likovni tehniki
- Janez Stergar (*1948), zgodovinar, strokovnjak za koroške Slovence, podpredsednik in zaslužni član Slovenske matice
- Jelka Stergar (1916–2009), pevska pedagoginja
- Josip Stergar (1863–?), sodnik
- Katja Stergar, sabljačica, direktorica Javne agencije za knjigo (JAK)
- Leon Stergar, košarkar
- Matej Stergar (1844–1926), publicist, pesnik
- Matija Stergar, dr. gozdarstva, strokovnjak za prostoživeče živali
- Miloš Stergar  (1910–2003), učitelj, športni delavec, mednarodni gimnastični sodnik
- Nataša Stergar (*1947), zgodovinarka, bibliotekarka, bibliografinja
- Rok Stergar (*1973), zgodovinar, prof. FF
- Stane Stergar (1915–1998), zdravnik oftalmolog
- Stanko Stergar/Sterger (1850–1915), zdravnik, tast Rudolfa Maistra